# Richard Fröst

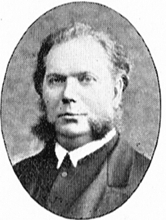
Richard Fröst.

Axel Richard Fröst, född den 23 februari 1836 i Solna socken, Stockholms län, död den 2 september 1901 i Gråmanstorps församling, Kristianstads län, var en svensk präst. Han var son till Pehr Axel Fröst.
Fröst blev student vid Uppsala universitet 1857. Han prästvigdes 1870 och blev kateket i Stockholm samma år. Fröst blev legationspredikant och pastor vid svenska församlingen i London 1873 och kyrkoherde i Gråmanstorps pastorat 1886. Han utgav i svensk översättning Kuno Fischers Kort inledning till nyare filosofiens historia (1866). Fröst vilar på Gråmanstorps kyrkogård.